# Élections cantonales de 1992 dans les Alpes-de-Haute-Provence
Les élections cantonales ont eu lieu les 22 et 29 mars 1992.
Lors de ces élections, 16 des 30 cantons des Alpes-de-Haute-Provence ont été renouvelés. Elles ont vu l'élection de la majorité RPR dirigée par Pierre Rinaldi, succédant à Maurice Boniface, président UDF du conseil général depuis 1988.

## Résultats à l’échelle du département
Répartition départementale des résultats (2e tour).
- PCF (10,55 %)
- PS (17,66 %)
- PRG (8,1 %)
- Majorité (16,24 %)
- RPR (33,16 %)
- UDF (10,05 %)
- DVD (2,05 %)
- FN (2,2 %)

| Étiquette      | Étiquette                          | Premier tour | Premier tour | Second tour | Second tour | Sièges |
| Étiquette      | Étiquette                          | Voix         | %            | Voix        | %           | Sièges |
| -------------- | ---------------------------------- | ------------ | ------------ | ----------- | ----------- | ------ |
|                | Parti socialiste                   | 8 149        | 20,62        | 5 179       | 17,66       | 2      |
|                | Majorité présidentielle            | 4 385        | 11,10        | 4 762       | 16,24       | 2      |
|                | Parti communiste français          | 5 208        | 13,18        | 3 093       | 10,55       | 3      |
|                | Parti radical de gauche            | 1 902        | 4,81         | 2 375       | 8,10        | 1      |
|                | Extrême gauche                     | 491          | 1,24         |             |             |        |
| Gauche         | Gauche                             | 20 135       | 50,95        | 15 409      | 52,54       | 8      |
|                |                                    |              |              |             |             |        |
|                | Rassemblement pour la République   | 10 240       | 25,91        | 9 726       | 33,16       | 4      |
|                | Union pour la démocratie française | 3 807        | 9,63         | 2 949       | 10,05       | 4      |
|                | Front national                     | 3 015        | 7,63         | 644         | 2,20        | 0      |
|                | Divers droite                      | 1 889        | 4,78         | 601         | 2,05        | 0      |
| Droite         | Droite                             | 18 951       | 47,95        | 13 920      | 47,46       | 8      |
|                |                                    |              |              |             |             |        |
|                | Les Verts                          | 429          | 1,09         |             |             |        |
|                |                                    |              |              |             |             |        |
| Inscrits       | Inscrits                           | 53 462       | 100,00       | 42 225      | 100,00      |        |
| Abstention     | Abstention                         | 11 880       | 22,22        | 11 034      | 26,13       |        |
| Votants        | Votants                            | 41 582       | 77,78        | 31 191      | 73,87       |        |
| Blancs et nuls | Blancs et nuls                     | 2 067        | 4,97         | 1 862       | 5,97        |        |
| Exprimés       | Exprimés                           | 39 515       | 95,03        | 29 329      | 94,03       |        |

## Résultats par canton

### Canton d'Annot
| Candidats      | Candidats               | Étiquette      | Premier tour | Premier tour | Second tour | Second tour |
| Candidats      | Candidats               | Étiquette      | Voix         | %            | Voix        | %           |
| -------------- | ----------------------- | -------------- | ------------ | ------------ | ----------- | ----------- |
|                | Jean-François Ballester | PS             | 626          | 48,19        | 786         | 61,41       |
|                | Yves Bono*              | PS             | 409          | 31,49        | 494         | 38,59       |
|                | Claude Roustan          | PS             | 163          | 12,55        |             |             |
|                | Laurence Pini           | PCF            | 53           | 4,08         |             |             |
|                | Pierre Cambefort        | Verts          | 48           | 3,70         |             |             |
|                |                         |                |              |              |             |             |
| Inscrits       | Inscrits                | Inscrits       | 1 654        | 100,00       | 1 654       | 100,00      |
| Abstention     | Abstention              | Abstention     | 299          | 18,08        | 347         | 20,98       |
| Votants        | Votants                 | Votants        | 1 355        | 81,92        | 1 307       | 79,02       |
| Blancs et nuls | Blancs et nuls          | Blancs et nuls | 56           | 4,13         | 27          | 2,07        |
| Exprimés       | Exprimés                | Exprimés       | 1 299        | 95,87        | 1 280       | 97,93       |

*sortant

### Canton de Banon
| Candidats      | Candidats          | Étiquette      | Premier tour | Premier tour | Second tour | Second tour |
| Candidats      | Candidats          | Étiquette      | Voix         | %            | Voix        | %           |
| -------------- | ------------------ | -------------- | ------------ | ------------ | ----------- | ----------- |
|                | Jean-Louis Adrian* | PS             | 803          | 48,81        | 1 045       | 66,99       |
|                | Pierre Bremond     | UDF            | 290          | 17,63        | 515         | 33,01       |
|                | Jacques Blanc      | DVD            | 202          | 12,28        |             |             |
|                | Elisabeth Aumagy   | PCF            | 128          | 7,78         |             |             |
|                | André Reniet       | DVD            | 117          | 7,11         |             |             |
|                | Rene Huguenin      | FN             | 65           | 3,95         |             |             |
|                | Jean Maurizot      | PS             | 40           | 2,43         |             |             |
|                |                    |                |              |              |             |             |
| Inscrits       | Inscrits           | Inscrits       | 2 049        | 100,00       | 2 047       | 100,00      |
| Abstention     | Abstention         | Abstention     | 347          | 16,94        | 418         | 20,42       |
| Votants        | Votants            | Votants        | 1 702        | 83,06        | 1 629       | 79,58       |
| Blancs et nuls | Blancs et nuls     | Blancs et nuls | 57           | 3,35         | 69          | 4,24        |
| Exprimés       | Exprimés           | Exprimés       | 1 645        | 96,65        | 1 560       | 95,76       |

*sortant

### Canton de Barcelonnette
| Candidats      | Candidats       | Étiquette      | Premier tour | Premier tour |
| Candidats      | Candidats       | Étiquette      | Voix         | %            |
| -------------- | --------------- | -------------- | ------------ | ------------ |
|                | Jean Chabre*    | RPR            | 1 720        | 53,47        |
|                | Lucien Gilly    | PS             | 581          | 18,06        |
|                | Pierre Lombard  | Verts          | 297          | 9,23         |
|                | Louis Lequette  | DVD            | 297          | 9,23         |
|                | Gérard Traverse | FN             | 248          | 7,71         |
|                | Pierre Cluzel   | PCF            | 74           | 2,30         |
|                |                 |                |              |              |
| Inscrits       | Inscrits        | Inscrits       | 4 660        | 100,00       |
| Abstention     | Abstention      | Abstention     | 1 325        | 28,43        |
| Votants        | Votants         | Votants        | 3 335        | 71,57        |
| Blancs et nuls | Blancs et nuls  | Blancs et nuls | 118          | 3,54         |
| Exprimés       | Exprimés        | Exprimés       | 3 217        | 96,46        |

*sortant

### Canton de Barrême
| Candidats      | Candidats          | Étiquette      | Premier tour | Premier tour | Second tour | Second tour |
| Candidats      | Candidats          | Étiquette      | Voix         | %            | Voix        | %           |
| -------------- | ------------------ | -------------- | ------------ | ------------ | ----------- | ----------- |
|                | Jean-Marie Gibelin | UDF            | 341          | 38,06        | 445         | 52,41       |
|                | Léon Bellier       | PS             | 227          | 25,33        | 404         | 47,59       |
|                | Guénolé Vallon     | PCF            | 179          | 19,98        | Retrait     | Retrait     |
|                | Gabriel Hermellin  | DVD            | 95           | 10,60        |             |             |
|                | Michel Belisaire   | DVD            | 29           | 3,24         |             |             |
|                | Paul Baret         | FN             | 25           | 2,79         |             |             |
|                |                    |                |              |              |             |             |
| Inscrits       | Inscrits           | Inscrits       | 1 092        | 100,00       | 1 092       | 100,00      |
| Abstention     | Abstention         | Abstention     | 176          | 16,12        | 208         | 19,05       |
| Votants        | Votants            | Votants        | 916          | 83,88        | 884         | 80,95       |
| Blancs et nuls | Blancs et nuls     | Blancs et nuls | 20           | 2,18         | 35          | 3,96        |
| Exprimés       | Exprimés           | Exprimés       | 896          | 97,82        | 849         | 96,04       |

### Canton de Castellane
| Candidats      | Candidats          | Étiquette      | Premier tour | Premier tour |
| Candidats      | Candidats          | Étiquette      | Voix         | %            |
| -------------- | ------------------ | -------------- | ------------ | ------------ |
|                | Michel Carle       | UDF            | 698          | 51,14        |
|                | Gilbert Sauvan     | PS             | 590          | 43,22        |
|                | Jean-Pierre Cesano | PCF            | 77           | 5,64         |
|                |                    |                |              |              |
| Inscrits       | Inscrits           | Inscrits       | 1 733        | 100,00       |
| Abstention     | Abstention         | Abstention     | 328          | 18,93        |
| Votants        | Votants            | Votants        | 1 405        | 81,07        |
| Blancs et nuls | Blancs et nuls     | Blancs et nuls | 40           | 2,85         |
| Exprimés       | Exprimés           | Exprimés       | 1 365        | 97,15        |

### Canton de Forcalquier
| Candidats      | Candidats          | Étiquette      | Premier tour | Premier tour | Second tour | Second tour |
| Candidats      | Candidats          | Étiquette      | Voix         | %            | Voix        | %           |
| -------------- | ------------------ | -------------- | ------------ | ------------ | ----------- | ----------- |
|                | Pierre Delmar*     | RPR            | 2 308        | 37,96        | 3 039       | 51,98       |
|                | Jean-Louis Bianco  | PS             | 1 684        | 27,70        | 2 808       | 48,02       |
|                | Yves Aiguier       | PCF            | 589          | 9,69         |             |             |
|                | Christian Ollivier | FN             | 584          | 9,61         |             |             |
|                | Alex Robin         | EXG            | 491          | 8,08         |             |             |
|                | Georges Segond     | PS             | 301          | 4,95         |             |             |
|                | Michel Lacombe     | RPR            | 123          | 2,02         |             |             |
|                |                    |                |              |              |             |             |
| Inscrits       | Inscrits           | Inscrits       | 8 191        | 100,00       | 8 192       | 100,00      |
| Abstention     | Abstention         | Abstention     | 1 831        | 22,35        | 2 028       | 24,76       |
| Votants        | Votants            | Votants        | 6 360        | 77,65        | 6 164       | 75,24       |
| Blancs et nuls | Blancs et nuls     | Blancs et nuls | 280          | 4,40         | 317         | 5,14        |
| Exprimés       | Exprimés           | Exprimés       | 6 080        | 95,60        | 5 847       | 94,86       |

*sortant

### Canton de La Javie
| Candidats      | Candidats            | Étiquette      | Premier tour | Premier tour |
| Candidats      | Candidats            | Étiquette      | Voix         | %            |
| -------------- | -------------------- | -------------- | ------------ | ------------ |
|                | Marcel Roux*         | PS             | 665          | 63,33        |
|                | Rene Bernardi        | DVD            | 266          | 25,33        |
|                | Josephine Gamba Diaz | PCF            | 65           | 6,19         |
|                | Alain Andres         | FN             | 54           | 5,14         |
|                |                      |                |              |              |
| Inscrits       | Inscrits             | Inscrits       | 1 351        | 100,00       |
| Abstention     | Abstention           | Abstention     | 253          | 18,73        |
| Votants        | Votants              | Votants        | 1 098        | 81,27        |
| Blancs et nuls | Blancs et nuls       | Blancs et nuls | 48           | 4,37         |
| Exprimés       | Exprimés             | Exprimés       | 1 050        | 95,63        |

*sortant

### Canton de Manosque-Nord
| Candidats      | Candidats       | Étiquette      | Premier tour | Premier tour | Second tour | Second tour |
| Candidats      | Candidats       | Étiquette      | Voix         | %            | Voix        | %           |
| -------------- | --------------- | -------------- | ------------ | ------------ | ----------- | ----------- |
|                | Robert Honde*   | PRG            | 1 902        | 35,31        | 2 375       | 47,94       |
|                | Raymond Coulet  | RPR            | 1 654        | 30,70        | 1 940       | 39,16       |
|                | Pierre Cazorla  | FN             | 940          | 17,45        | 639         | 12,90       |
|                | Maurice Richaud | PCF            | 524          | 9,73         |             |             |
|                | Claude Arnaud   | PS             | 294          | 5,46         |             |             |
|                | Yves Prouvent   | DVD            | 73           | 1,36         |             |             |
|                |                 |                |              |              |             |             |
| Inscrits       | Inscrits        | Inscrits       | 7 686        | 100,00       | 7 684       | 100,00      |
| Abstention     | Abstention      | Abstention     | 1 975        | 25,70        | 2 446       | 31,83       |
| Votants        | Votants         | Votants        | 5 711        | 74,30        | 5 238       | 68,17       |
| Blancs et nuls | Blancs et nuls  | Blancs et nuls | 324          | 5,67         | 284         | 5,42        |
| Exprimés       | Exprimés        | Exprimés       | 5 387        | 94,33        | 4 954       | 94,58       |

*sortant

### Canton de Manosque-Sud-Est
| Candidats      | Candidats       | Étiquette      | Premier tour | Premier tour | Second tour | Second tour |
| Candidats      | Candidats       | Étiquette      | Voix         | %            | Voix        | %           |
| -------------- | --------------- | -------------- | ------------ | ------------ | ----------- | ----------- |
|                | Mario de Nadai  | PCF            | 1 064        | 30,47        | 1 635       | 52,93       |
|                | Georges Borda   | RPR            | 983          | 28,15        | 1 449       | 46,91       |
|                | Roger Averardo  | PS             | 782          | 22,39        | Retrait     | Retrait     |
|                | Frederic Burlot | FN             | 663          | 18,99        | 5           | 0,16        |
|                |                 |                |              |              |             |             |
| Inscrits       | Inscrits        | Inscrits       | 4 904        | 100,00       | 4 904       | 100,00      |
| Abstention     | Abstention      | Abstention     | 1 178        | 24,02        | 1 523       | 31,06       |
| Votants        | Votants         | Votants        | 3 726        | 75,98        | 3 381       | 68,94       |
| Blancs et nuls | Blancs et nuls  | Blancs et nuls | 234          | 6,28         | 292         | 8,64        |
| Exprimés       | Exprimés        | Exprimés       | 3 492        | 93,72        | 3 089       | 91,36       |

### Canton de Mezel
| Candidats      | Candidats           | Étiquette      | Premier tour | Premier tour | Second tour | Second tour |
| Candidats      | Candidats           | Étiquette      | Voix         | %            | Voix        | %           |
| -------------- | ------------------- | -------------- | ------------ | ------------ | ----------- | ----------- |
|                | Francis Arnaud*     | PCF            | 383          | 37,22        | 514         | 53,32       |
|                | Jean-Pierre Aillaud | DVD            | 341          | 33,14        | 450         | 46,68       |
|                | Robert Granet       | PS             | 271          | 26,34        | Retrait     | Retrait     |
|                | Henri Mary          | FN             | 34           | 3,30         |             |             |
|                |                     |                |              |              |             |             |
| Inscrits       | Inscrits            | Inscrits       | 1 267        | 100,00       | 1 266       | 100,00      |
| Abstention     | Abstention          | Abstention     | 215          | 16,97        | 260         | 20,54       |
| Votants        | Votants             | Votants        | 1 052        | 83,03        | 1 006       | 79,46       |
| Blancs et nuls | Blancs et nuls      | Blancs et nuls | 23           | 2,19         | 42          | 4,17        |
| Exprimés       | Exprimés            | Exprimés       | 1 029        | 97,81        | 964         | 95,83       |

*sortant

### Canton de Noyers-sur-Jabron
| Candidats      | Candidats         | Étiquette      | Premier tour | Premier tour | Second tour | Second tour |
| Candidats      | Candidats         | Étiquette      | Voix         | %            | Voix        | %           |
| -------------- | ----------------- | -------------- | ------------ | ------------ | ----------- | ----------- |
|                | Paul Bernard*     | PS             | 220          | 34,38        | 291         | 45,83       |
|                | Robert Orchen     | DVD            | 152          | 23,75        | 151         | 23,78       |
|                | André Villecroze  | PS             | 132          | 20,63        | 193         | 30,39       |
|                | Jean-Marie Mouton | Verts          | 84           | 13,13        | Retrait     | Retrait     |
|                | Louis Vargas      | FN             | 29           | 4,53         |             |             |
|                | Raymond Ganzoin   | PCF            | 23           | 3,59         |             |             |
|                |                   |                |              |              |             |             |
| Inscrits       | Inscrits          | Inscrits       | 783          | 100,00       | 783         | 100,00      |
| Abstention     | Abstention        | Abstention     | 118          | 15,07        | 120         | 15,33       |
| Votants        | Votants           | Votants        | 665          | 84,93        | 663         | 84,67       |
| Blancs et nuls | Blancs et nuls    | Blancs et nuls | 25           | 3,76         | 28          | 4,22        |
| Exprimés       | Exprimés          | Exprimés       | 640          | 96,24        | 635         | 95,78       |

*sortant

### Canton de Reillanne
| Candidats      | Candidats                   | Étiquette      | Premier tour | Premier tour | Second tour | Second tour |
| Candidats      | Candidats                   | Étiquette      | Voix         | %            | Voix        | %           |
| -------------- | --------------------------- | -------------- | ------------ | ------------ | ----------- | ----------- |
|                | Georges Alliaud             | PCF            | 444          | 23,55        | 944         | 55,50       |
|                | Claude Peloux               | PS             | 412          | 21,86        | Retrait     | Retrait     |
|                | Adolphe André*              | UDF            | 402          | 21,33        | 757         | 44,50       |
|                | Yves Marceau                | DVD            | 218          | 11,56        |             |             |
|                | Jean-Pierre Brunet          | PS             | 149          | 7,90         |             |             |
|                | Christine Genolhac          | PS             | 131          | 6,95         |             |             |
|                | Bernard Falque de Bezaure v | 129            | 6,84         |              |             |             |
|                |                             |                |              |              |             |             |
| Inscrits       | Inscrits                    | Inscrits       | 2 381        | 100,00       | 2 380       | 100,00      |
| Abstention     | Abstention                  | Abstention     | 436          | 18,31        | 546         | 22,94       |
| Votants        | Votants                     | Votants        | 1 945        | 81,69        | 1 834       | 77,06       |
| Blancs et nuls | Blancs et nuls              | Blancs et nuls | 60           | 3,08         | 133         | 7,25        |
| Exprimés       | Exprimés                    | Exprimés       | 1 885        | 96,92        | 1 701       | 92,75       |

*sortant

### Canton de Riez
| Candidats      | Candidats          | Étiquette      | Premier tour | Premier tour |
| Candidats      | Candidats          | Étiquette      | Voix         | %            |
| -------------- | ------------------ | -------------- | ------------ | ------------ |
|                | Lucien Villecroze* | UDF            | 1 330        | 51,79        |
|                | Emile Bouteuil     | PS             | 681          | 26,52        |
|                | Claude Bregeon     | PCF            | 316          | 12,31        |
|                | Sebastien Perez    | PS             | 241          | 9,38         |
|                |                    |                |              |              |
| Inscrits       | Inscrits           | Inscrits       | 3 486        | 100,00       |
| Abstention     | Abstention         | Abstention     | 743          | 21,31        |
| Votants        | Votants            | Votants        | 2 743        | 78,69        |
| Blancs et nuls | Blancs et nuls     | Blancs et nuls | 175          | 6,38         |
| Exprimés       | Exprimés           | Exprimés       | 2 568        | 93,62        |

*sortant

### Canton de Saint-André-les-Alpes
| Candidats      | Candidats          | Étiquette      | Premier tour | Premier tour | Second tour | Second tour |
| Candidats      | Candidats          | Étiquette      | Voix         | %            | Voix        | %           |
| -------------- | ------------------ | -------------- | ------------ | ------------ | ----------- | ----------- |
|                | Jacques Boetti*    | RPR            | 466          | 49,63        | 534         | 58,23       |
|                | Robert Ducoffe     | PS             | 290          | 30,88        | 383         | 41,77       |
|                | Jean-Marie Long    | PS             | 106          | 11,29        |             |             |
|                | Jean-Louis Garnier | PCF            | 77           | 8,20         |             |             |
|                |                    |                |              |              |             |             |
| Inscrits       | Inscrits           | Inscrits       | 1 199        | 100,00       | 1 198       | 100,00      |
| Abstention     | Abstention         | Abstention     | 216          | 18,02        | 232         | 19,37       |
| Votants        | Votants            | Votants        | 983          | 81,98        | 966         | 80,63       |
| Blancs et nuls | Blancs et nuls     | Blancs et nuls | 44           | 4,48         | 49          | 5,07        |
| Exprimés       | Exprimés           | Exprimés       | 939          | 95,52        | 917         | 94,93       |

*sortant

### Canton de Valensole
| Candidats      | Candidats        | Étiquette      | Premier tour | Premier tour | Second tour | Second tour |
| Candidats      | Candidats        | Étiquette      | Voix         | %            | Voix        | %           |
| -------------- | ---------------- | -------------- | ------------ | ------------ | ----------- | ----------- |
|                | Renée Chaupin*   | UDF            | 746          | 28,09        | 1 232       | 52,01       |
|                | Max Demol        | PS             | 709          | 26,69        | 1 137       | 47,99       |
|                | Alain Vidal      | RPR            | 591          | 22,25        | Retrait     | Retrait     |
|                | Danielle Amphoux | PCF            | 267          | 10,05        |             |             |
|                | Anne-Marie Chaix | FN             | 244          | 9,19         |             |             |
|                | Joëlle Tebar     | DVD            | 99           | 3,73         |             |             |
|                |                  |                |              |              |             |             |
| Inscrits       | Inscrits         | Inscrits       | 3 516        | 100,00       | 3 516       | 100,00      |
| Abstention     | Abstention       | Abstention     | 744          | 21,16        | 976         | 27,76       |
| Votants        | Votants          | Votants        | 2 772        | 78,84        | 2 540       | 72,24       |
| Blancs et nuls | Blancs et nuls   | Blancs et nuls | 116          | 4,18         | 171         | 6,73        |
| Exprimés       | Exprimés         | Exprimés       | 2 656        | 95,82        | 2 369       | 93,27       |

*sortant

### Canton de Volonne
| Candidats      | Candidats      | Étiquette      | Premier tour | Premier tour | Second tour | Second tour |
| Candidats      | Candidats      | Étiquette      | Voix         | %            | Voix        | %           |
| -------------- | -------------- | -------------- | ------------ | ------------ | ----------- | ----------- |
|                | Gilbert Risso* | RPR            | 2 395        | 44,62        | 2 764       | 53,52       |
|                | José Escanez   | PS             | 2 027        | 37,77        | 2 400       | 46,48       |
|                | Claude Suffit  | PCF            | 945          | 17,61        | Retrait     | Retrait     |
|                |                |                |              |              |             |             |
| Inscrits       | Inscrits       | Inscrits       | 7 510        | 100,00       | 7 509       | 100,00      |
| Abstention     | Abstention     | Abstention     | 1 696        | 22,58        | 1 930       | 25,70       |
| Votants        | Votants        | Votants        | 5 814        | 77,42        | 5 579       | 74,30       |
| Blancs et nuls | Blancs et nuls | Blancs et nuls | 447          | 7,69         | 415         | 7,44        |
| Exprimés       | Exprimés       | Exprimés       | 5 367        | 92,31        | 5 164       | 92,56       |

*sortant